# Joseph Sécret Pascal-Vallongue

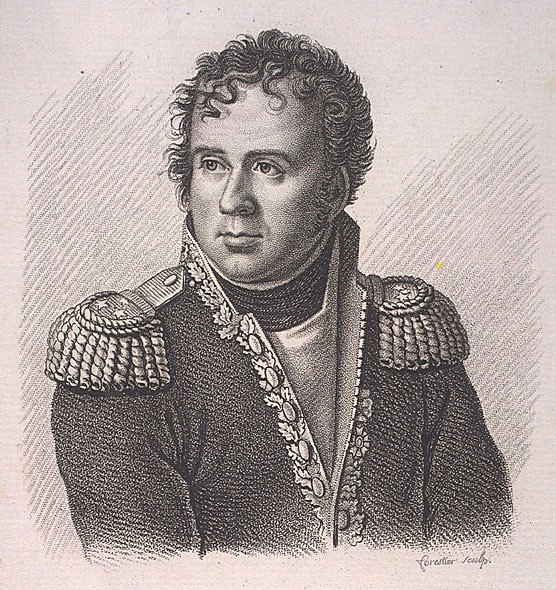
Joseph Sécret Pascal-Vallongue

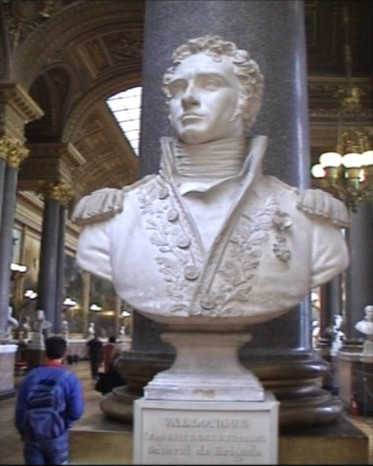
Büste in der Schlachtengalerie des Schloss Versailles

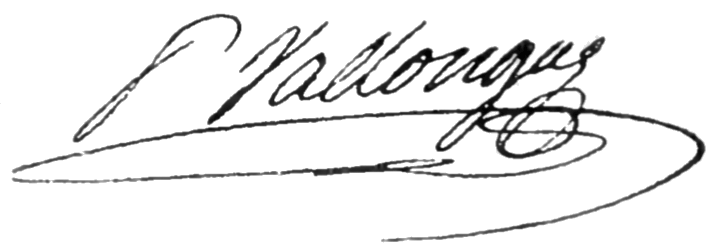
Signatur

Joseph Sécret Pascal-Vallongue, seltener Joseph Sécret Pascal de Vallongue (* 14. April 1763 in Sauve; † 17. Juni 1806 in Castelleone) war ein französischer Général de brigade der Pioniere. 

## Leben
Pascal-Vallongue war der Sohn von Simon-Pierre Pascal de Vallongue und dessen Ehefrau Louis Bruguière de Cazenove. Nach seiner Erziehung, meistenteils durch Hauslehrer, kam er an die École des ponts et des chaussées ([Technische] Schule für Brücken und Straßen) nach Paris. Nach erfolgreichem Abschluss trat er in die Armee ein und kam als Ingenieur zum Corps des ingénieurs des ponts et chaussées. 
Während der Revolutionskriege wurde Pascal-Vallongue der Armée du Nord und kämpfte unter Führung Generals Armand Samuel de Marescot. 
Als großer Verehrer Napoleons meldete er sich 1798 freiwillig zur ägyptischen Expedition. Während der Seeschlacht von Abukir (1./2. August 1798) kam er zusammen mit 45 französischen Offizieren in Kriegsgefangenschaft; wurden aber „auf Ehrenwort“ freigelassen und sollten nach Frankreich zurückkehren. 
Pascal-Vallongue kämpfte vor Ulm (16./19. Oktober 1809), Haslach-Jungingen (11. Oktober 1805) und Austerlitz (2. Dezember 1805). 
Nach weiteren Beförderungen und Versetzungen kämpfte er bei Preußisch Eylau (7./8. Februar 1807), war maßgeblich an den Belagerungen von Stolp (14. Februar 1807) und Danzig (25. Mai 1807) beteiligt. 
1806 belagerte die Grande Armée Gaeta und unter Führung Marschalls André Masséna war Pascal-Vallongue ebenfalls dabei. Als er den Belagerungsring um die Stadt inspizierte, wurde er angeschossen und sehr schwer verwundet. Am 17. Juni 1806 erlag er im Lazarett von Castelleone seinen Verwundungen.

## Schriften
Pascal-Vallongue war ein kompetenter wie auch eifriger Mitarbeit des Mémorial topographique et militaire. Seine Beiträge galten lange als richtungsweisend. 

## Ehrungen
- Der Bildhauer Jean Baptiste Debay der Ältere (1793–1893) schuf eine Büste von ihm; aufgestellt in der Schlachtengalerie (Prinzenflügel) in Schloss Versailles.
- Sein Name findet sich am südlichen Pfeiler (28. Spalte) des Triumphbogens am Place Charles-de-Gaulle (Paris).